# Solanum malletii
Solanum malletii är en potatisväxtart som beskrevs av Sandra Diane Knapp. Solanum malletii ingår i släktet skattor som ingår i familjen potatisväxter. Inga underarter finns listade i Catalogue of Life.